# 莪术呋喃二烯
莪术呋喃二烯是一种倍半萜类有机化合物，分子式C15H20O，存在于姜黄属的温郁金（Curcuma wenyujin）等植物中。